# Owen Luder
Owen Harold Luder, CBE (* 7. August 1928 in London, Vereinigtes Königreich; † 8. Oktober 2021) war ein britischer Architekt, der dem Brutalismus der Architektur der 1960er- und 1970er-Jahre zugerechnet wird. Er saß zweimal dem Royal Institute of British Architects vor.

## Leben
Luder wurde in London als Sohn von Edward Charles Luder und dessen Frau Ellen Clara (geb. Mason) geboren. Er war zwei Mal verheiratet und hatte fünf Kinder. 
Luders Bauwerke, die oft den Charakter von Skulpturen annahmen, wurden durch die rohe, unverkleidete Außenhaut des Betons charakterisiert. Im regenreichen, durch feuchte Winter gekennzeichneten Vereinigten Königreich wurden die Strukturen der Gebäude schnell graubraun und von Regenwasserspuren gezeichnet. Viele seiner Bauten sind inzwischen abgerissen.
Als Thronfolger Charles öffentlich die Hässlichkeit moderner Architektur monierte, reagierte Luder patzig mit „Sod You!“ (etwa „Heul Doch!“) Dies brachte dem Brutalismus den Spottnamen „sod you architecture“ ein.
Luder wurde durch die Verleihung des CBE geehrt und war Vorsitzender der Prüfungskammer für Architekten und Präsident des Royal Institute of British Architects.
Im Dezember 1963 überlebten Luder und seine erste Frau, Rose Dorothy (geb. Broadstock), als Passagiere den Brand und Untergang des griechischen Kreuzfahrtschiffs Lakonia vor Madeira, bei dem 128 Menschen ums Leben kamen.

## Werke (Auswahl)

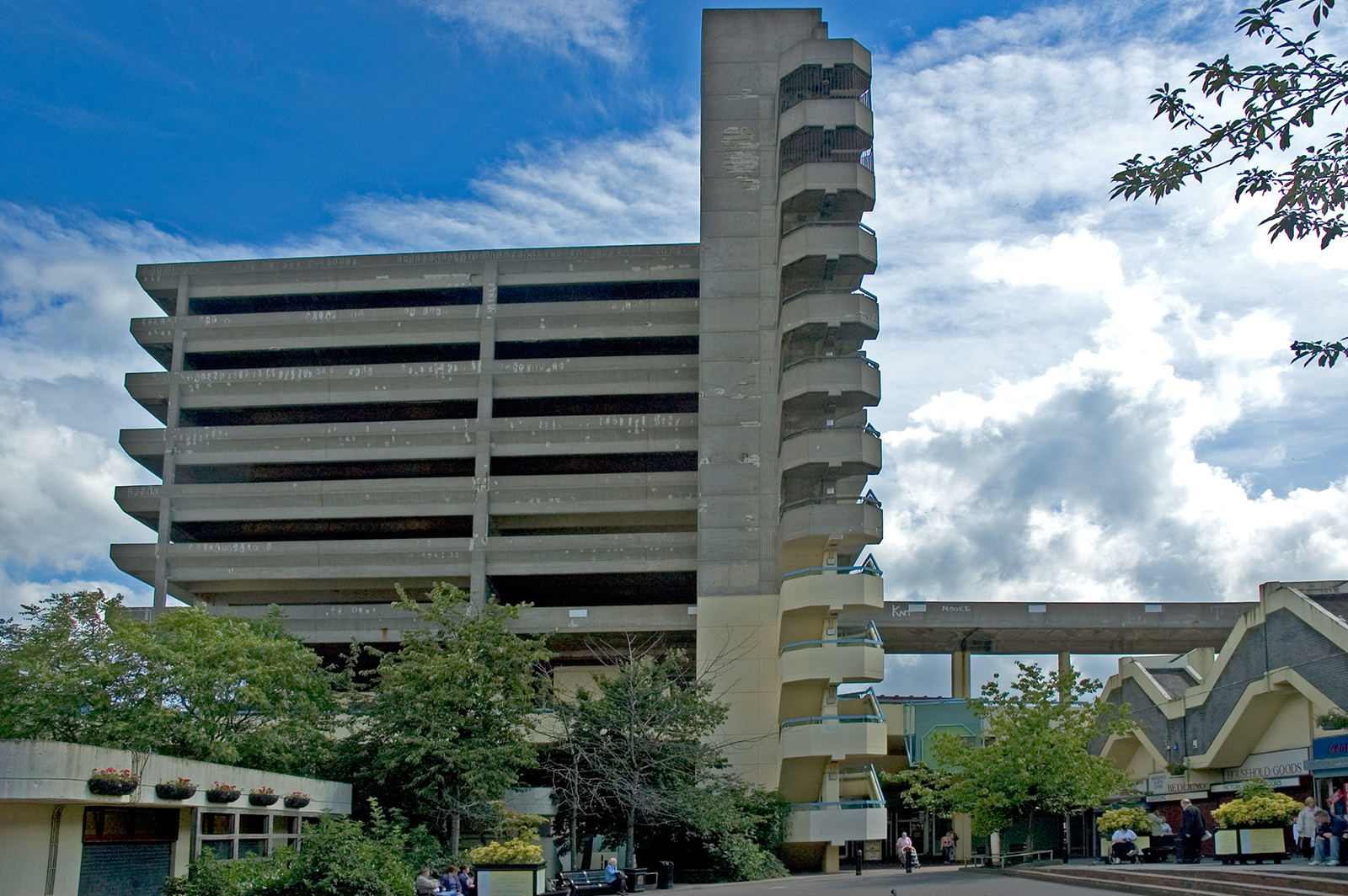
Parkhaus des Trinity Squares (2010 abgerissen)

- Eros House, ein Geschäfts- und Büroneubau in Lewisham (1962)
- Umbau einer Feuerwehrstation aus viktorianischer Zeit in das South London Theatre, 1967
- Trinity Suare in Gateshead. Der 2009 begonnene Abriss wurde im August 2010 durch den Beschluss der Stadtverwaltung, das siebengeschossige Parkhaus nebst Dachrestaurant gegen den Protest von Filmfans und Denkmalschützern abzureißen, vollendet. 1971 spielte der Treppenhausschacht und das Parkhaus im Film von Mike Hodges Get Carter (dt.: Jack rechnet ab) eine Rolle.[3]
- Tricorn Centre in Portsmouth, wurde 2004 abgerissen.
- Derwent Tower in Gateshead, abgerissen.  Das 1973 erbaute, seit einigen Jahren leerstehende, 29 Geschosse hohe Gebäude mit 169 Wohneinheiten wurde bis September 2012 zusammen mit den daneben erbauten 116 Maisonette-Wohnungen abgerissen, um neuen Wohnungen und Geschäften zu weichen.
- Catford shopping centre in London, 2011 war der Abriss geplant
- Eros House in Catford, denkmalgeschützt
- Southgate Shopping Centre in Bath, Somerset, 2009 abgerissen.

## Veröffentlichungen
- 2006: Keeping out of Trouble - Good Practice Guide. RIBA (Royal Institute of British Architects) Enterprises, London, ISBN 978-1-859461815.

## Weblink
- Iconic 'rocket' to be demolished – zum Abriss des Derwent Towers